# Oxacis taeniata
Oxacis taeniata är en skalbaggsart som först beskrevs av Leconte 1854.  Oxacis taeniata ingår i släktet Oxacis och familjen blombaggar. Inga underarter finns listade i Catalogue of Life.